# River Tyne (England)
Der River Tyne oder kurz Tyne (Aussprache: /ˈtaɪn/) ist ein etwa 100 km langer Zufluss der Nordsee im Nordosten von England. Er entsteht durch den Zusammenfluss („Waters’ Meet“) seiner zwei Quellflüsse River North Tyne und River South Tyne am Warden Rock bei Hexham in Northumberland.

## Flusslauf
Der River North Tyne entspringt an der schottischen Grenze, von wo aus er durch den Stausee Kielder Water fließt, ohne bis Hexham eine bedeutende Niederlassung zu durchqueren.
Der River South Tyne hat seine Quelle im Alston-Moor in Cumbria und fließt durch die Orte Haltwhistle und Haydon Bridge in einem oft Tyne Gap genannten Tal. Der Hadrianswall liegt nördlich der Tyne Gap. Die Quelle des River South Tyne liegt nicht weit von den Quellen des River Tees und des River Wear, zweier weiterer großer Flüsse des industriellen Nordostens.
Nach dem Zusammenfluss fließt der River Tyne durch Corbridge in Northumberland. Zwischen Clara Vale (Südufer) und dem Tyne Riverside Country Park (Nordufer) überschreitet er die Grenze zum County Tyne and Wear, von wo aus er Newcastle upon Tyne und die Stadt Gateshead auf 21 Kilometern Länge trennt, auf denen er von zehn Brücken überspannt wird. Im Osten von Gateshead und Newcastle trennt der Fluss Hebburn und Jarrow am südlichen Ufer von Wallsend und North Shields. Jarrow und North Shields werden unter dem Fluss durch den Tyne-Tunnel verbunden. Schlussendlich mündet der Tyne zwischen South Shields und Tynemouth in die Nordsee. Auf dem Abschnitt, auf dem er das Tyneside-Ballungsgebiet durchquert, markiert der Fluss die historische Grenze zwischen County Durham im Süden und Northumberland.
Der Tyne war mit seinen Untiefen und leicht zugänglichen Kohlelagerstätten eine wichtige Route für den Kohleexport vom 13. Jahrhundert bis zum Niedergang der Kohlereviere Nordostenglands in der zweiten Hälfte des 20. Jahrhunderts; verschifft wurde die Ware in Dunston und den Tyne-Docks. In Dunston in Gateshead wurden hölzerne Kohleverladekais (staithes) von 1890 konserviert, obwohl sie teilweise durch Feuer beschädigt wurden.
Die niederen Bereiche des Tyne waren im späten 19. und frühen 20. Jahrhundert eines der wichtigsten Schiffbauzentren der Welt. In Wallsend und Hebburn gibt es immer noch wichtige Werften.
Um die Schiffbau- und Exportindustrie der Tyneside zu unterstützen, wurden die flussabwärts gelegenen Abschnitte in der zweiten Hälfte des 19. Jahrhunderts eingehend umgestaltet, wobei Inseln entfernt und Mäander im Fluss begradigt wurden.
Es gibt eine Wohltätigkeitsvereinigung, um die Wasser des Tyne und die umgebenden Gebiete aufzuwerten und zu schützen. Der Tyne Rivers Trust, gegründet 2004, ist eine gemeinschaftsbasierte Organisation, die daran arbeitet a) das Habitat zu verbessern, b) ein besseres Verständnis des Tyne-Gebiets herauszubilden und c) den Ruf des Tynegebiets als Platz ökologischer Güte auszubauen.

## Ursprünge
Über den Ursprung der Bezeichnung "Tyne" ist wenig Konkretes bekannt. Der Name tauchte erstmals in der angelsächsischen Periode auf: Tynemouth wird auf Angelsächsisch als Tinanmuðe wiedergegeben (vermutlich im Dativ). Es gibt eine Theorie, dass Tīn in einer lokalen keltischen Sprache oder einer vorkeltischen Sprache "Fluss" bedeutet haben könnte.
Der Vedra auf der Geographike Hyphegesis könnte der Tyne oder der Wear sein. Thomas John Taylor schlug vor, dass der Hauptlauf des Flusses früher durch das heutige Team Valley geflossen sein könnte. Es gibt Beweise dafür, dass der Wear vor der letzten Eiszeit der heutigen Route des River Team gefolgt und bei Dunston mit dem Tyne zusammengeflossen sein könnte. Eis hätte dann den Lauf des Wear zu seiner heutigen Form hin verändert, die ihn von Washington (praktisch parallel zum Lauf des Tyne) ostwärts bis zur Nordseemündung bei Sunderland führt.

## Trivia
Lindisfarne mit „Fog on the Tyne“ 1971 und der Sänger Jimmy Nail mit seinem Lied „Big River“ 1995 haben dem Fluss ein musikalisches Denkmal gesetzt. Beim Triebwerkshersteller Rolls-Royce war es üblich, Konstruktionen nach englischen Flüssen zu benennen, wie unter anderem das Rolls-Royce Tyne, das als Mk. 21 und Mk. 22 in den Flugzeugtypen Breguet Atlantic und Transall C-160 eingesetzt wurde bzw. wird.
Der Tyne wird auch in Roger Whittakers Popsong Durham Town erwähnt – wobei Durham gar nicht am Fluss Tyne liegt, sondern vielmehr am Wear.